# 稲尾岳
稲尾岳（いなおだけ）は、九州の大隅半島南部に横たわる肝属山地の南東部海岸沿いに聳える山である。狭義では稲尾神社のある標高930メートルの山を指し、広義では最高峰の枯木岳（標高959メートル）などを含む山塊を指す。山塊は鹿児島県肝属郡の肝付町、錦江町、南大隅町にまたがる。

## 山容
北東から南西の方向に稜線が続いており、稜線上に枯木岳がある。枯木岳から南東へ約1キロメートル離れた尾根筋に稲尾神社のある稲尾岳が突出する。枯木岳には二等三角点が置かれている。西側山腹に「照葉樹の森稲尾岳ビジターセンター」がある。
登山道は西方の花瀬林道を経て稲尾岳ビジターセンターからのルートが一般的であり、北方の内之牧林道からのルートもある。頂上付近からの展望はよくないが、枯木岳西方の自然石展望台から稲尾岳や種子島を望むことができる。

## 生物
年平均気温16℃、年間降水量2,500ミリメートルの温暖湿潤な気候に恵まれ、西南日本において極相となる照葉樹林の原生林が残されている貴重な場所である。標高300メートル以下にタブノキやスダジイなど、300-700メートルにイスノキやウラジロガシなど、700メートル以上にアカガシなど、山頂付近にモミ、イヌツゲ、アセビなど、海抜によって植生が異なる垂直分布の様相を呈する。このように限られた場所に多種の暖帯林がまとまって見られる例は世界的に珍しい。
鳥類としてアオゲラ、オオアカゲラ、ヤマガラ、シジュウカラなどが確認されており、昆虫類としてはキリシマミドリシジミ、シリグロオオキノコムシの南限、チビサナエ、フチドリアツバコガネの北限分布地域となっている。イノシシ、ニホンアナグマ、ニホンザルも生息する。
枯木岳と稲尾神社の間には比較的平坦で湿潤な盆地があり、シノブ、イワヤナギシダ、ヒメノキシノブ、シシラン、ヒトツバなどのシダ類が繁茂し、渓流にはブチサンショウウオ、アカハライモリ、タゴガエルなどが生息する。

## 歴史

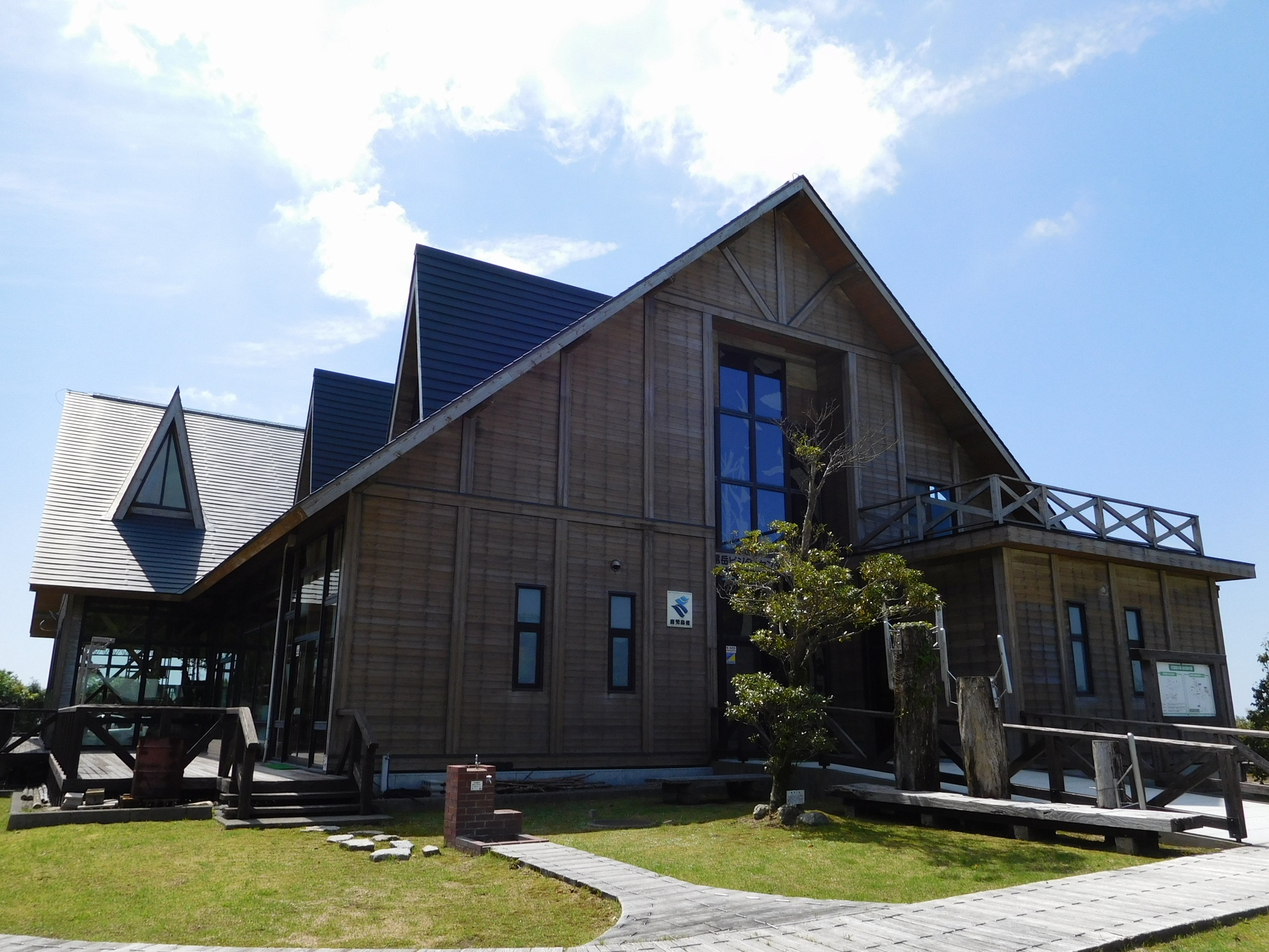
稲尾岳ビジターセンター

稲尾岳の山名は稲穂に由来する。稲尾神社の祭神は不詳であり、古くは稲尾権現と呼ばれていた。九州の東海岸沿いを南下して大浦（肝付町岸良大浦）に達した平家の落人が稲尾岳を越えて大原（錦江町田代麓）や辺塚（南大隅町佐多辺塚）に移り住んだと伝えられている。
江戸時代には稲尾権現に阿弥陀如来像、薬師如来像、観音菩薩像が安置されており、山麓の辺塚にある近津宮白佐権現で祭祀が行われていた。かつては大浦の八幡神社から稲尾岳に登る稲尾詣での風習があった。
20世紀後半になると貴重な自然環境を保護する気運が高まり、1963年（昭和38年）、林野庁により学術参考保護林に、1967年（昭和42年）7月6日には文部大臣により山頂部の377ヘクタールが国の天然記念物（天然保護区域）に指定された。さらに1975年（昭和50年）5月17日、環境庁により同じく377ヘクタールが自然環境保全法に基づく自然環境保全地域に、1994年（平成6年）3月には林野庁により1,045ヘクタールが森林生態系保護地域（このうち457ヘクタールが保存地区、588ヘクタールが保全利用地区）に指定された。
1993年（平成5年）9月3日、台風13号のため山間部において風速70メートルと推定される強風が吹き荒れ、モミノキや広葉樹林に立ち枯れや土砂崩落などの被害があった。2000年（平成12年）4月に「照葉樹の森稲尾岳ビジターセンター」が完成した。